# Rosaura López
Rosaura López Lorenzo (Pontevedra, 16 marzo 1932 – Pontevedra, 19 settembre 2005) è stata una scrittrice spagnola, fu la domestica di John Lennon e Yōko Ono al Dakota Building dal 1973 al 1980.

## Biografia
Rosaura arrivò nel quartiere di Queens (New York) nel 1962 insieme al marito Secundino e, nel 1970 iniziò a lavorare come cameriera al Dakota. Quando i Lennon arrivarono nel 1973, i suoi servigi erano compresi nel contratto di affitto.
Nel 2005 pubblicò il libro En casa de John Lennon, Hercules Ediciones, ISBN 84-96314-18-9, scritto in collaborazione con Eduardo Romero Lapido. Il libro contiene foto inedite di John, Yoko e Sean (il figlioletto della coppia) insieme ad alcune cartoline che John & Yoko le avevano inviato, e vari aneddoti curiosi, tra i quali:
- Rosaura spiega come insegnò a Lennon a fare il pane in casa.
- Come una volta dovette sturare il WC perché era intasato da un sacchetto di marijuana.
- Come Lennon bruciò una macchina per il caffè avendo dimenticato di riempirla con dell'acqua.
- Come Yoko fosse molto superstiziosa.
- L'abitudine di John di regalare un mazzo di garofani a Yoko per il suo compleanno, il numero dei garofani corrispondeva all'età di lei.
- Di come la coppia dormisse su un letto sorretto da due banchi di una chiesa.
- Di quando lei stessa parlò con l'assassino di Lennon, Mark David Chapman, il giorno prima dell'omicidio.

| Controllo di autorità | VIAF (EN) 9261702 · LCCN (EN) n2005085847 |